# محله هوایی برادن
محله هوایی برادن (به انگلیسی: Braden Airpark) یک فرودگاه همگانی است که یک باند فرود آسفالت دارد و طول باند آن ۵۹۶ متر است. این فرودگاه در شهر ایستون، پنسیلوانیا کشور ایالات متحده آمریکا قرار دارد و در ارتفاع ۱۲۲ متری از سطح دریا واقع شده‌است.